# Patrick Mathys
Patrick Mathys (* 27. Oktober 1969) ist ein Schweizer Umweltnaturwissenschaftler und Epidemiologe. Er war von 2010 bis 2022 Leiter der Sektion Krisenbewältigung und internationale Zusammenarbeit im Bundesamt für Gesundheit BAG. Nach Tätigkeit als COVID-19-Sonderreferent im EDI, ist er seit 2023 Abteilungsleiter Kommunikation und Direktionsstab beim Bundesamt für Polizei.

## Leben
Mathys besuchte die Volksschule in Solothurn und erlangte an der dortigen Oberrealschule 1991 die Matura C. 1997 schloss er sein Studium der Umweltnaturwissenschaften an der ETH Zürich ab. 2002 erlangte er den Doktortitel in Epidemiologie an der Universität Basel. 
Im November 2002 nahm Mathys eine Tätigkeit als wissenschaftlicher Mitarbeiter bei der Sektion Früherkennung und Epidemiologie des Bundesamt für Gesundheit BAG auf, 2006 wurde er stellvertretender Leiter dieser Sektion. Im Jahr 2008 übernahm Mathys die Leitung der Sektion Pandemievorbereitung, in dieser Position beschäftigte er sich intensiv mit der Pandemie H1N1 2009/10. Im April 2010 wurde er schliesslich Leiter der Sektion Krisenbewältigung und internationale Zusammenarbeit. Ab 2014 war er zusätzlich stellvertretender Leiter der Abteilung Übertragbare Krankheiten.
Während der COVID-19-Pandemie in der Schweiz wurde Mathys zu einer national bekannten Persönlichkeit. Bei den regelmässigen Pressekonferenzen des Bundes zur COVID-19-Pandemie informierte er über die epidemiologische Lage sowie den Stand der Wissenschaft. Im Juni 2022 wechselte er für ein Jahr als Covid-19-Spezialist ins Generalsekretariat des EDI.
Seit November 2023 ist Mathys Abteilungsleiter Kommunikation und Direktionsstab (CDS) beim Bundesamt für Polizei fedpol.

## Werke
- Elemental analysis of airbone fine particulate matter. [S.n.], [s.l.] 2001. (Diss. Naturwiss. Univ. Basel).
- mit Hans-Peter Wessels und Mathis Brauchbar: Lebensmittel und Biotechnik. Akteure, Einstellungen und Werte in der Schweiz. Schweizerischer Wissenschaftsrat, Bern 1996. (Biotechnologie und Lebensmittel; Teilbericht a). (Technology Assessment; 16).

## Fussnoten
1. ↑  «Wenn sich die Lage über Tage hinweg verschlechtert, läuten die Alarmglocken». In: Bote der Urschweiz. 9. Mai 2020. Abgerufen am 23. März 2024.
2. ↑  Patrick Mathys: Elemental analysis of airbone fine particulate matter. [S.n.], [s.l.] 2001. (Diss. Naturwiss. Univ. Basel, S. 125: Curriculum Vitae)
3. ↑  Mathys  Patrick (PMA). In: Staatskalender. Bundeskanzlei, ehemals im Original (nicht mehr online verfügbar); abgerufen am 24. März 2021. (Seite nicht mehr abrufbar. Suche in Webarchiven)
4. 1 2 3 4 5  Patrick Mathys. In: LinkedIn. Abgerufen am 24. März 2021.
5. ↑  Corinne Buchser: Pandemie: "Die Schweiz ist gut darauf vorbereitet". In: swissinfo.ch. Schweizerische Radio- und Fernsehgesellschaft, 11. Juni 2009, abgerufen am 25. März 2020.
6. ↑  Nina Fargahi: «Ich bin wie ein Blitzableiter»: Patrick Mathys zeigt sich in staatsmännischer Mission – doch wer ist der Schweizer Chef-Epidemiologe? Porträt. In: Aargauer Zeitung. CH Regionalmedien AG, 1. März 2021, abgerufen am 24. März 2021.
7. ↑  Patrick Mathys wechselt für ein Jahr ins Generalsekretariat des EDI. In: edi.admin.ch. Abgerufen am 23. März 2024.
8. ↑  Direktion und Geschäftsleitung. In: fedpol.admin.ch. Abgerufen am 23. März 2024.

| Personendaten    | Personendaten                |
| ---------------- | ---------------------------- |
| NAME             | Mathys, Patrick              |
| KURZBESCHREIBUNG | Schweizer Bundesangestellter |
| GEBURTSDATUM     | 27. Oktober 1969             |